# 1MV
La sonda planetaria 1MV (abreviatura de Marte-Venus de primera generación) es una designación para un diseño común utilizado por las primeras sondas soviéticas no tripuladas a Marte y Venus.    Era una práctica estándar del programa espacial soviético utilizar componentes estandarizados tanto como fuera posible.
Todas las sondas compartían las mismas características generales y sólo se diferenciaban en el equipamiento necesario para misiones específicas.  Cada sonda también incorporó mejoras basadas en la experiencia de misiones anteriores.
Fue reemplazada por la familia 2MV.

## Variantes
- Mars 1M: sonda a Marte 1M No.1 (fallida), sonda a Marte 1M No.2 (fallida) [2]
- Venera 1VA: Sputnik 7 (1VA No.1), Venera 1 (1VA No.2, Sputnik 8) [1][3]